# Sunnan, Norge
Sunnan (eller Sundan) är en tidigare tätort i Steinkjers kommun i Trøndelag fylke i mellersta Norge. Orten ligger vid Nordlandsbanan, där fylkesväg 6976, fylkesväg 6978 och fylkesväg 6980 möts, vid södra änden av insjön Snåsavatnet, nordöst om staden Steinkjer.
Tidigare har orten tillhört dåvarande Stods kommun, därefter har den varit delad mellan dåvarande Egge kommun och dåvarande Stods kommun.
Sedan 2004 räknas orten inte längre som en tätort.

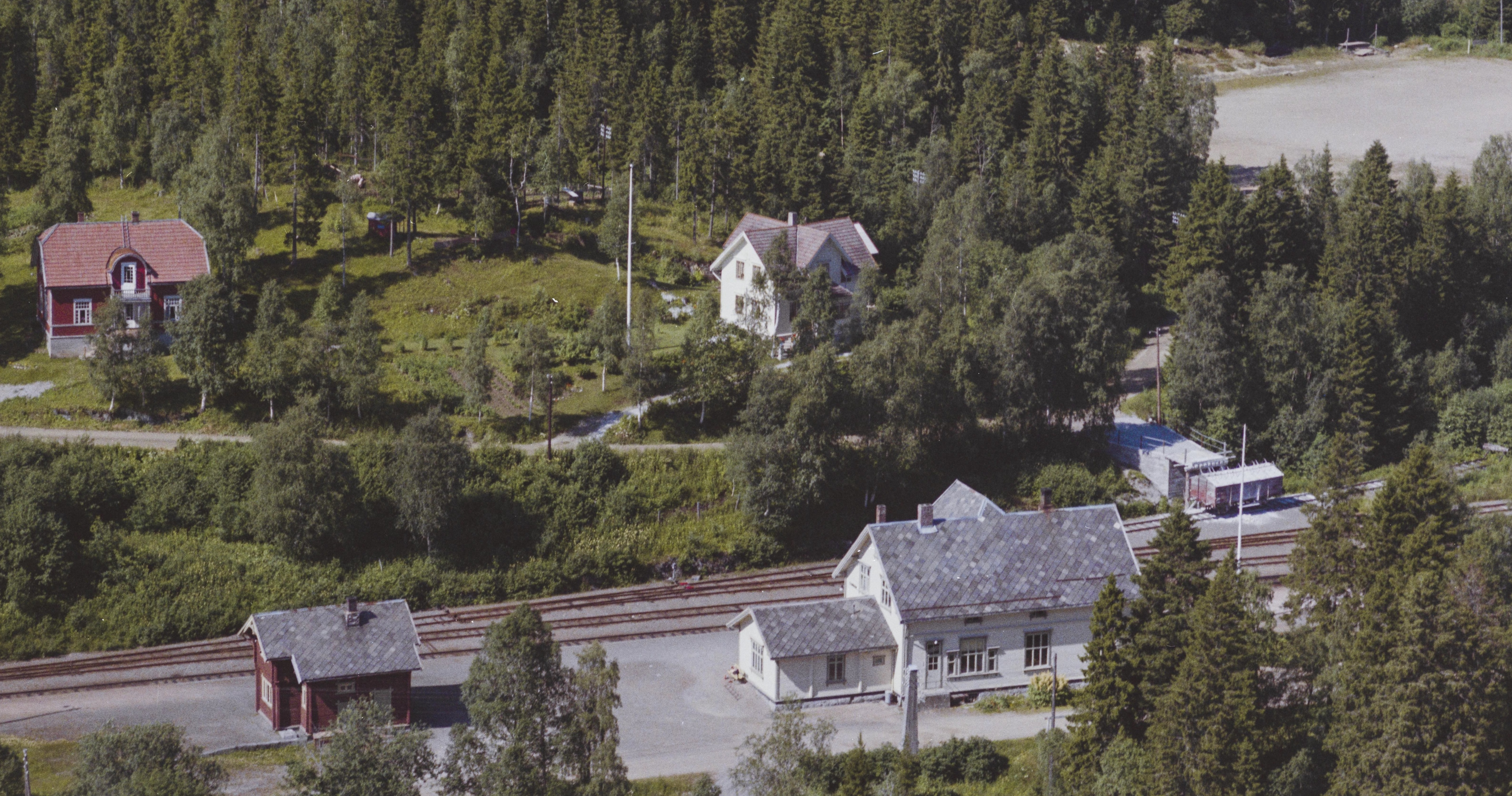
Sunnans station 1962.